# Protosilvanus
Protosilvanus es un género de coleóptero de la familia Silvanidae.

## Especies
Las especies de este género son:
- Protosilvanus carinatus
- Protosilvanus dehradunicus
- Protosilvanus fasciatus
- Protosilvanus granosus
- Protosilvanus inaequalis
- Protosilvanus lateritius